# D'wayne Wiggins
D'wayne Wiggins (Oakland, 14 de fevereiro de 1961 – Oakland, 7 de março de 2025) foi um músico americano, guitarrista de blues, produtor, compositor e ativista comunitário, mais conhecido como o membro fundador do grupo de soul/R&B dos anos 1990, Tony! Toni! Toné!.

## Início da vida
Wiggins nasceu em Oakland, Califórnia, mais especificamente, no bairro de Lower Bottoms, West Oakland. Ele foi criado em East Oakland, onde frequentou a Castlemont High School.

## Início de carreira e Tony! Toni! Toné!
Wiggins foi o membro fundador do Tony! Toni! Toné!. O grupo teve 14 singles na lista de R&B da Billboard, incluindo cinco que alcançaram o número 1, três no top 10 de música pop, um álbum de ouro, dois álbuns de platina e um álbum duplo de platina. Eles venderam mais de seis milhões de álbuns durante sua carreira e entraram em turnê internacionalmente, entre 1998 e 2008.

## Música
Pouco antes do grupo se desfazer em 1996, Wiggins fundou o Grass Roots Entertainment localizado em seu estúdio de gravação "House of Music", em West Oakland. Também em 1995, D'wayne Wiggins desenvolveu e assinou o Destiny's Child para o Grass Roots Entertainment. O grupo se tornou uma potência de artistas femininas e o grupo feminino mais vendido de todos os tempos. Ele trabalhou com o grupo durante três álbuns, que, ao todo, venderam mais de 15 milhões de cópias. Ele também trabalhou com a artista Keyshia Cole, que residia na "House of Music" entre 1999 e 2001. Cole foi orientada por Wiggins durante esse tempo e então assinou com a A&M Records. Ele também trabalhou com Laurnea de Arrested Development em seu lançamento Laurnea II e colaborou com Jody Watley. A sua "House of Music", foi frequentada por artistas como Alicia Keys, Beyoncé Knowles, India.Arie, Keyshia Cole, Jamie Foxx, Eddie Money e o produtor Scott Storch.
Wiggins lançou seu primeiro projeto solo, com a Motown Records, Eyes Never Lie, em 2000, que inclui colaborações com Darius Rucker de Hootie and the Blowfish, Jamie Foxx e Carlos Santana. Este álbum contribuiu para a fundação do gênero neo soul.
Wiggins também trabalhou com os pioneiros do que é conhecido como movimento "Hyphy" de Oakland em projetos como: How Does It Feels e Hoochie de Too Short; Blades de Messy Marv; e o álbum Pick A Bigger Weapon de The Coup lançado em 2006. Você pode encontrar suas habilidades vocais e na guitarra no Splash Waterfalls Remix de Ludacris. Ele formou o grupo Kenya Gruv, que apresentou a canção Top Of The World, que fez parte da trilha sonora original do filme Menace II Society.
Em 2003, Wiggins entrou em estúdio para trabalhar com a artista ganhadora de platinas Alicia Keys. O single Diary, entrou no top 10 da Billboard, bem como o álbum recebeu platina e foi vencedor de quatro Grammy Awards em 2005. D'wayne Wiggins co-produziu, além de tocar cítara em If I Was Your Woman, lhe garantindo um Grammy para a produção.

## Cinema e TV
Em 2001, Wiggins foi o produtor executivo do filme independente de Me & Mrs. Jones e de Life Is, um documentário sobre a vida do rapper multi-platina Too Short. Ele também atuou em uma parte do filme Get Money em 2003.
Em 2005, Wiggins se apresentou na TV como o bandleader, para o Weekends at the D. L. um programa de televisão apresentado pelo comediante D. L. Hughley, que foi ao ar no Comedy Central de TV a cabo.
Tony! Toni! Toné! também fez parte da New Jack Reunion Tour.

## Morte
Ele morreu de câncer de bexiga em sua casa em Oakland, Califórnia, dois dias depois, em 7 de março, aos 64 anos.